# Langalda
Langalda är ett berg i republiken Island. Det ligger i regionen Suðurland, 120 km öster om huvudstaden Reykjavík. Toppen på Langalda är 540 meter över havet.
Trakten runt Langalda är nära nog obefolkad, med mindre än två invånare per kvadratkilometer. Det finns inga samhällen i närheten. Trakten runt Langalda består i huvudsak av gräsmarker.